# Podrta gora
Il Podrta gora con 2.061 m s.l.m. è una cima della Catena Nero-Tolminski Kuk-Rodica.